# Sobór św. Aleksandra Newskiego w Jegorjewsku
Sobór św. Aleksandra Newskiego – prawosławny sobór w Jegorjewsku, wzniesiony w II połowie XIX w.
Sobór został wzniesiony z inicjatywy burmistrza miasta Nikifora Bardygina, sprawującego obowiązki w latach 1872–1901. Obiekt, podobnie znajdująca się w jego sąsiedztwie mniejsza kaplica, miał upamiętniać ocalenie cara Aleksandra III z zamachu na jego życie. Autorem projektu soboru został architekt guberni riazańskiej Wejs. W czasie prac budowlanych doszło do zawalenia się już zbudowanej konstrukcji, przez co rozważano rozbiórkę niedokończonej cerkwi; twórca pierwszego projektu już wtedy nie żył. Zmiany do planu soboru wprowadził architekt A. Kaminski i to według jego projektu inwestycja została zakończona. Zbudowaną w stylu bizantyjsko-rosyjskim świątynię wyświęcił w 1897 biskup riazański Melecjusz. W 1914 do soboru dostawiono dzwonnicę według projektu N. Bariutina.
Sobór pozostawał czynny do 1939, gdy został zamknięty przez władze radzieckie. Obiekt zwrócono wiernym w 1946.